# 第5回ボストン・オンライン映画批評家協会賞
第5回ボストン・オンライン映画批評家協会賞は2016年の映画を対象とした賞で、2016年12月10日に受賞者が発表された。

## 受賞一覧

### 作品トップ10
- 1位 『ムーンライト』（バリー・ジェンキンズ監督）
  - 2位 『マンチェスター・バイ・ザ・シー』
  - 3位 『ラ・ラ・ランド』
  - 4位 『パターソン』
  - 5位 『グリーンルーム』
  - 6位 『沈黙 -サイレンス-』
  - 7位 『ライフ・ゴーズ・オン 彼女たちの選択』
  - 8位 『オデッセイ』
  - 9位 『お嬢さん』
  - 10位 『エル ELLE』

### 監督賞
- デミアン・チャゼル - 『ラ・ラ・ランド』

### 主演男優賞
- ケイシー・アフレック - 『マンチェスター・バイ・ザ・シー』

### 主演女優賞
- イザベル・ユペール - 『エル ELLE』

### 助演男優賞
- マハーシャラ・アリ - 『ムーンライト』

### 助演女優賞
- ミシェル・ウィリアムズ - 『マンチェスター・バイ・ザ・シー』

### 脚本賞
- ケネス・ロナーガン - 『マンチェスター・バイ・ザ・シー』

### 撮影賞
- ナターシャ・ブライエ - 『ネオン・デーモン』

### 編集賞
- ネルス・バンガーター - 『Cameraperson』

### 作曲賞
- ミカ・レヴィ - 『ジャッキー/ファーストレディ 最後の使命』

### アニメ映画賞
- 『KUBO/クボ 二本の弦の秘密』

### 外国語映画賞
- 『お嬢さん』 韓国

### アンサンブル演技賞
- 『ムーンライト』

### ドキュメンタリー映画賞
- 『Cameraperson』